# Taurhynchus guianicus
Taurhynchus guianicus là một loài ruồi trong họ Asilidae. Taurhynchus guianicus được Curran miêu tả năm 1934. Loài này phân bố ở vùng Tân nhiệt đới.